# Rudolf Voisè
Rudolf Franciszek Voisè, ps. „Dziewoja”, „Sacra”, „Suchar” (ur. 11 marca 1894 we Lwowie, zm. 15 kwietnia 1977 w Krakowie) – kapitan Wojska Polskiego i Armii Krajowej.

## Życiorys
Urodził się 11 marca 1894 we Lwowie. Uczestniczył w I wojnie światowej. Po odzyskaniu przez Polskę niepodległości został przyjęty do Wojska Polskiego. Został awansowany na stopień kapitana w korpusie oficerów administracji dział administracji ze starszeństwem z dniem 1 czerwca 1919. Jako oficer nadetatowy Okręgowego Zakładu Gospodarczego VI w 1923 służył w Szefostwie Intendentury Dowództwa Okręgu Korpusu Nr VI we Lwowie. W 1924 był oficerem rezerwowym (byłym zawodowym) OZG VI. W 1934 jako kapitan rezerwy pozostawał w ewidencji Powiatowej Komendy Uzupełnień Sosnowiec.
Podczas II wojny światowej był oficerem Armii Krajowej. W ramach Obszaru Lwowskiego AK w Oddziale IV (Kwatermistrzostwo) był p.o. szefa służby intendentury od 1942 do 31 lipca 1944 (funkcjonował pod pseudonimami „Sacra”, „Suchar”). Później pełnił to samo stanowisko w Komendzie Obszaru Lwowskiego „NIE” od września 1944 do 11 marca 1945. Był także znany pod pseudonimem „Dziewoja”.
Zawodowo przez wiele lat pracował w Zakładzie Ubezpieczeń Społecznych.
Zmarł 15 kwietnia 1977 w Krakowie. Został pochowany na cmentarzu Rakowickim w Krakowie 20 kwietnia 1977. Był żonaty, miał synów.

## Odznaczenia
- Krzyż Srebrny Orderu Virtuti Militari[1][2]
- Krzyż Niepodległości[2]
- Krzyż Walecznych – czterokrotnie (przed 1923)
- Złota Odznaka Towarzystwa Śpiewaczego „Echo”[2]